# Lenín Moreno
Lenín Boltaire Moreno Garcés (Nuevo Rocafuerte, 19 marzo 1953) è un politico ecuadoriano, presidente dell'Ecuador dal 24 maggio 2017 per un mandato di 4 anni; in precedenza era stato vicepresidente del Paese dal 2007 al 2013 nel governo di Rafael Correa.
Candidato per Alianza País alle elezioni presidenziali del 2017, al primo turno ottiene il 39,36% dei voti, non sufficienti per essere eletto direttamente presidente, ed evitare il ballottaggio del 2 aprile 2017 con il banchiere conservatore Guillermo Lasso, che riesce comunque a sconfiggere con il 51,16% dei consensi ed essere eletto presidente.

## Biografia
Moreno nacque nel 1953 a Nuevo Rocafuerte, nel cantone di Aguarico, nell'Amazzonia ecuadoriana al confine con il Perù. I suoi genitori decisero di dargli i nomi dei loro autori preferiti: Lenin fu la scelta paterna e Voltaire (poi divenuto "Boltaire" all'ufficio anagrafe) quella materna.
Inizialmente intraprese l'attività dei genitori, professori di scuola secondaria, prima di aprire un'impresa che promuoveva il turismo in Ecuador, divenendo anche il primo presidente esecutivo della Federazione Nazionale della Camera di turismo. Nel 1998 perse l'uso delle gambe, quando durante una rapina l'assalitore gli sparò alla schiena. Dopo una lunga convalescenza e aver pubblicato una decina di libri, divenne Direttore Nazionale delle invalidità dal 2001 al 2004.

### Carriera politica

#### Vicepresidente dell'Ecuador
Nel 2006 viene eletto vicepresidente, incarico che assumerà nell'anno successivo, e fino al 2013; in quegli anni avrà un occhio di attenzione alle persone disabili, promuovendo una pensione mensile (chiamato bono) a seconda del grado di invalidità. Grazie alla sua azione è stato quintuplicato il budget per l'assistenza dei disabili.
Ha anche fondato la Misión Solidaria Manuela Espejo che offre riabilitazione, aiuto tecnico e supporto psicologico a migliaia di ecuadoriani disabili. Tra il 2009 e il 2010 la Misión ha visitato oltre 1,2 milioni di case in tutto il paese intervistando quasi 300.000 persone disabili per scoprire quali esigenze siano più pressanti. Molte di quelle persone hanno ricevuto controlli medici gratuiti. Attualmente la Misión si sta diffondendo in Paraguay, Perù, Guatemala, Cile, El Salvador e Colombia.
Nel 2012 viene nominato per il Premio Nobel per la Pace.

#### Inviato speciale all'ONU
Dopo la vicepresidenza, nel dicembre 2013 viene nominato inviato speciale del Segretario generale delle Nazioni Unite sulla disabilità e l'accessibilità, andando a vivere, nell'aprile del 2014, a Ginevra, in Svizzera.

#### Presidente dell'Ecuador

##### Candidato alle elezioni
Dal 2015, da quando il presidente Correa rifiutò una nuova candidatura, Moreno venne menzionato come possibile candidato alla presidenza per il partito di governo Alianza PAIS, risultando il personaggio politico maggiormente accettato nelle file del centrosinistra durante la fase preelettorale. Nel 2016 Moreno, nonostante continuasse a vivere a Ginevra per via del suo incarico all'ONU, incominciò a essere maggiormente presente alle riunioni del partito di governo.
Rientrato in Ecuador il 27 settembre, il 1º ottobre, al Convegno Nazionale Alianza PAIS, viene candidato ufficialmente per le elezioni presidenziali in Ecuador del 2017, con Jorge Glas candidato alla vicepresidenza, incarico che già ricopriva come vice di Correa dal 2013. Moreno lascia quindi l'incarico di inviato speciale delle Nazioni Unite e rientra in patria accettando la candidatura.

##### Elezioni presidenziali del 2017
Il 19 febbraio 2017 Moreno vince al primo turno con il 39,36% dei voti, ma non riesce, per poco, a essere eletto direttamente, in quanto secondo la legge elettorale ecuadoriana, un candidato vince al primo turno se ottiene almeno il 40% dei voti distanziando il secondo di almeno 10 punti in percentuale. Il 2 aprile 2017 va al ballottaggio contro l'ex presidente del Banco di Guayaquil, il conservatore Guillermo Lasso.
La mattina del 3 aprile, secondo i dati del Consejo Nacional Electoral (CNE), è virtualmente il nuovo presidente dell'Ecuador, avendo ottenuto il 51,15% dei voti contro il 48,85% di Lasso, con il 99% delle schede già scrutinate. Lasso, come già avvenuto al primo turno, impugna il risultato chiedendo il riconteggio dei voti, che tra l'altro, incrementerà i voti di Moreno a scapito di quelli di Lasso. Il 18 aprile, il CNE annuncia ufficialmente la vittoria di Moreno con il 51,16% dei voti.
È entrato nel pieno delle sue funzioni, succedendo a Correa, il 24 maggio 2017.

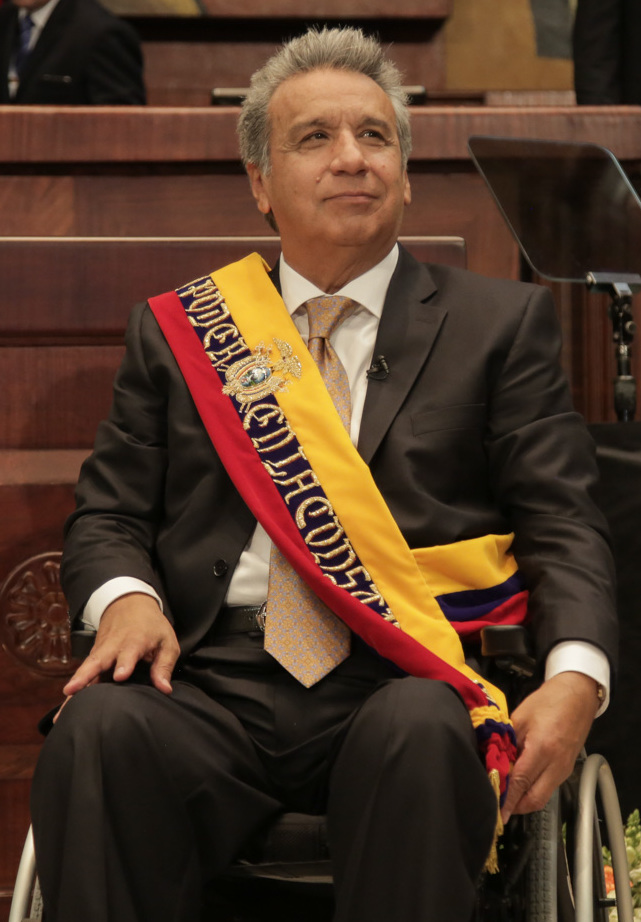
Lenín Moreno durante il suo insediamento

## Mandato presidenziale e conflitti con Correa
Nonostante fosse stato eletto dallo stesso partito di Correa (Alianza Pais) e sostenuto da quest'ultimo durante la campagna presidenziale, fin dal suo insediamento iniziarono i disallineamenti rispetto al politica del suo predecessore e al programma con il quale aveva vinto le elezioni. Aprì il dialogo con la destra, optando per una politica conservatrice e di libero scambio. Poco dopo l'inizio del suo mandato ha destituito il vicepresidente, già vice di Correa, Jorge Glas, per un'accusa di corruzione nel caso della compagnia Odebrecht. A fine 2017 Glas venne arrestato e condannato a sei anni; inoltre, all'inizio del 2018, vista la grande popolarità di Correa, Moreno istituì un referendum che tra le altre cose impediva all'ex presidente di poter ricandidarsi nuovamente a future elezioni politiche. Rimossi gli ex correisti dagli incarichi più importanti e nominato al loro posto uomini più conservatori, come Richard Martínez, ha accusato Correa per il suo presunto coinvolgimento nel sequestro, in territorio colombiano, dell'ex oppositore politico di Correa Fernando Balda, chiedendone l'estradizione al Belgio, paese patria della moglie e nel quale Correa vive.
Il governo di Lenin Moreno ha adottato una politica neoliberistica: riduzione della spesa pubblica, liberalizzazione del commercio, precarizzazione del lavoro etc.. La legge sullo sviluppo produttivo sancisce una politica di austerità e riduce le politiche di sviluppo e ridistribuzione del precedente mandato. Nel settore fiscale, le autorità mirano a "incoraggiare il ritorno degli investitori" concedendo un'amnistia ai truffatori e proponendo misure di riduzione delle aliquote fiscali per le grandi imprese. Inoltre, il governo rinuncia al diritto di tassare gli aumenti dei prezzi delle materie prime e i rimpatri in valuta estera.
Per quanto riguarda la spesa pubblica, lo Stato non può più aumentare la spesa pubblica di oltre il 3% all'anno e limita i disavanzi di bilancio al rimborso degli interessi sul debito. Gli investimenti sono così notevolmente ridotti, mentre le privatizzazioni sono agevolate da sovvenzioni garantite per diversi anni. Il governo adotta il sistema internazionale di arbitrato delle controversie per tutti gli investimenti stranieri, in violazione della Costituzione. Il primo articolo della legge organica sulla tutela dei diritti dei lavoratori è stato soppresso: ha permesso alle autorità di perseguire i proprietari di aziende che hanno danneggiato gli interessi dei loro dipendenti nascondendo le risorse o svuotando le officine delle loro macchine.
Lenin Moreno ha annunciato nel febbraio 2019 di aver ottenuto un prestito di oltre 10 miliardi di dollari dal Fondo Monetario Internazionale (FMI) e dalla Banca Mondiale, con il quale il governo precedente aveva interrotto, "a tassi inferiori al 5% in media e per periodi fino a 30 anni".
Nell'aprile del 2019 Moreno revoca la richiesta di asilo politico del fondatore di WikiLeaks Julian Assange, rinchiuso e protetto dal 2012 nell'ambasciata ecuadoriana a Londra, con l'accusa da parte delle autorità svedesi di abusi sessuali in Svezia, poi decaduta, ma soprattutto per quella di spionaggio proveniente dagli Stati Uniti che ne hanno richiesto l'estradizione alla Gran Bretagna. La motivazione di Moreno nel ritirare la protezione diplomatica ad Assange e lasciarlo arrestare da Scotland Yard dentro la sede diplomatica ecuadoriana è stata quella di "condotta irrispettosa e aggressiva" e per aver violato le norme di condotta internazionali e il protocollo di sicurezza. Dopo l'arresto di Assange da parte delle autorità britanniche, Correa, dal Belgio, ha definito il suo ex compagno di partito "un corrotto, il più grande traditore della storia dell'Ecuador e dell'America Latina".